# Возвращение в прошлое
«Возвращение в прошлое» (хинди तुमको ना भूल पायेंगे, Tumko Na Bhool Paayenge, досл.: «Я не могу тебя забыть») — кинофильм, снятый на языке хинди и вышедший в прокат в 2002 году. Фильм инспирирован голливудской картиной «Идентификация Борна», вышедшей на экраны в том же году.

## Сюжет
Вир (Салман Хан) живёт в поместье со своими родителями. Его отец, Тхакур Пуния Пратар Сингх, хочет, чтобы сын стал хорошим бойцом, таким же, как он сам. Для этого он заставляет Вира много тренироваться, однако тот не обладает ни желанием, ни необходимыми качествами, чтобы осуществить мечту отца. Вместо борьбы он предпочитает проводить время со своей подругой Мускан (Дия Мирза). Однажды, когда во время поединка Тхакур терпит поражение, Вир чувствует в себе необыкновенную силу и побеждает противника отца. С этого дня ему начинают являться странные видения, и он словно вспоминает сцены из своей прошлой жизни. Он и раньше чувствовал, что в его жизни есть какая-то тайна, поскольку он никогда не мог вспомнить своё детство и юность, и в их доме нет его детских фотографий. Кроме того, у него на теле имеются шрамы от пулевых ранений. Пытаясь выяснить, как он потерял память, Вир получает от всех разные ответы.
Тайна раскрывается во время помолвки с Мускан. Неожиданно в дом врываются вооружённые люди и дают Виру понять, что он имеет влиятельных врагов в Бомбее, которые желают его смерти. В нём вновь появляется странная сила и он хладнокровно расправляется с незваными гостями. Больше Тхакур не имеет права скрывать правду и рассказывает Виру, что усыновил его всего три года назад. Родной сын Тхакура, Вир, был в тот год убит на войне, и боги, словно услышав молитвы несчастных родителей, послали им другого сына — его нашли раненым в реке. Поскольку незнакомец не мог ничего вспомнить о своей жизни, Тхакур решил назвать его Виром и с тех пор считал его своим сыном.
Вир хочет узнать, кто он и кому перешёл дорогу, и с этой целью отправляется в Бомбей, не имея никакой информации, кроме являющихся ему видений. Там ему удаётся восстановить в памяти свою жизнь, встретить свою бывшую невесту Мехак (Сушмита Сен) и своих врагов. Он, бывший киллер, преданный своим другом, решает отомстить всем, кто сломал ему жизнь.

## В ролях
- Салман Хан — Вир Сингх Тхакур / Али
- Сушмита Сен — Мехак
- Индер Кумар — Индер Саксена
- Дия Мирза — Мускан Сингх
- Мукеш Риши — комиссар Манодж Кумар Шарма
- Алок Натх — Рахим Чача, опекун Али и Мунны
- Садашив Амрапуркар — главный министр
- Шарат Саксена[англ.] — тхакур Пуния Пратап Сингх, отец Вира
- Нишигандха Вад[англ.] — Гита Сингх Тхакур, мать Вира
- Анджан Шривастава[англ.] — Садананд Пандей, новый главный министр
- Панкадж Дхир[англ.] — Шивпратап Сингх, отец Мускан
- Арбаз Хан[англ.] — Вир Сингх Тхакур (настоящий)
- Раджпал Ядав[англ.] — Лаллан, слуга
- Джонни Левер — Пакханди Баба, мошенник
- Разак Хан — Дилбар Хан
- Сумит Патхак — Азаан, брат Али

## Саундтрек
| №  | Название                               | Музыка        | Исполнители                            | Длительность |
| -- | -------------------------------------- | ------------- | -------------------------------------- | ------------ |
| 1. | «Bindiya Chamke Choodi Khanke»         | Дабу Малик    | Алка Ягник, Сону Нигам                 | 5:12         |
| 2. | «Kya Hua Tujhe»                        | Дабу Малик    | Алка Ягник, Сону Нигам                 | 5:05         |
| 3. | «Yeh Bekhudi Deewangi»                 | Саджид-Ваджид | Сону Нигам                             | 6:20         |
| 4. | «Mubarak Eid Mubarak»                  | Саджид-Ваджид | Сону Нигам, Арвиндер Сингх, Снеха Пант | 6:22         |
| 5. | «Kyon Khanke Teri Choodi»              | Саджид-Ваджид | Алка Ягник, Камал Хан                  | 5:11         |
| 6. | «Mehendi Hai Rachi Mere Haanthon Mein» | Дабу Малик    | Сону Нигам, Джаспиндер Нарула          | 5:40         |
| 7. | «Main To Ladki Kunwari»                | Саджид-Ваджид | Сону Нигам, Снеха Пант                 | 6:11         |
| 8. | «Kyon Khanke Teri Choodi» (Club Mix)   | Саджид-Ваджид | Алка Ягник, Камал Хан                  | 4:29         |

## Восприятие
По мнению критиков фильм явно вдохновлён голливудской кинолентой «Долгий поцелуй на ночь» 1996 года. 
Суканья Верма с портала Rediff.com сочла фильм неплохим развлечением, которых пусть и лучше таких фильмов режиссёра как Rajkumar (1996) и Himalay Putra (1997), но хуже чем Jalwa (1987) и «Плутовка» (1989), выделив в качестве недостатков непоследовательные диалоги и не убедительный переход героя от беспечного парня в стойкого бойца.
Нарбир Госар с сайта Planet Bollywood написал, что отсутствие связного сценария и бессистемная режиссура заставляют фильм казаться сделанным впопыхах и только наполовину готовым, а актёры играют неубедительно.
Критик Таран Адарш из Bollywood Hungama счел, что режиссёр и сценарист использовали слишком много клише, чтобы двигать сюжет, что ослабило его общее воздействие, а зрители получили блестящие визуальные эффекты и шикарную технику, но не связный сценарий или удовлетворение от просмотра.
Шанти Нанисетти в своём отзыве описала фильм как «легко забываемый»,
а Гхазала Ризви посетовала на то, что кинематографисты продолжают выпускать одни и те же фильмы, наполненные некомпетентными новичками и выдохшимися ветеранами.
«Возвращение в прошлое» вышел в прокат 22 февраля 2002 года. Несмотря на широкую рекламу, он показал себя ниже ожиданий, дав среднюю отдачу.
Картина собрала 135 млн рупий и получила в прокате статус «Провал».
Одним из объяснений низких сборов считается поджог поезда в Годхре, произошедший 27 февраля, и последовавшие за ним погромы.
В 2013 году фильм был переснят в Бангладеш под названием Jor Kore Bhalobasha Hoy Na с Шакибом Ханом в главной роли.